# Великогорожанська сільська рада
| Великогорожанська сільська рада — колишній орган місцевого самоврядування у Миколаївському районі Львівської області з центром у с. Велика Горожанна. Історична дата утворення: в 1939 році. Сільраді були підпорядковані населені пункти: - с. Велика Горожанна - с. Підлісся - с. Трудове |

## Склад ради
- Сільський голова: Побігушка Мирослав Богданович
- Секретар сільської ради: Побігушка Любов Іванівна
- Загальний склад ради: 16 депутатів

### Керівний склад ради
| ПІБ                           | Основні відомості                                                 | Дата обрання | Дата звільнення |
| ----------------------------- | ----------------------------------------------------------------- | ------------ | --------------- |
| Побігушко Мирослав Іванович   | Сільський голова, 1970 року народження, освіта, безпартійний      | 26.03.2006   | 31.10.2010      |
| Побігушка Мирослав Богданович | Сільський голова, 1970 року народження, освіта вища, безпартійний | 31.10.2010   |                 |

Примітка: таблиця складена за даними джерела

### Депутати
Результати місцевих виборів 2010 року за даними ЦВК
| № зп | № округу | Прізвище, ім'я, по батькові      | Дата визнання обраним | Відомості про обраного депутата                                                                          |
| ---- | -------- | -------------------------------- | --------------------- | --- |
| 1    | 1        | Гринчишин Анатолій Іванович      | 01.11.2010            | Освіта середня, позапартійний, ВКП Абрекос, директор                                                     |
| 2    | 2        | Толочко Марія Йосипівна          | 01.11.2010            | Освіта середня, позапартійна, підприємець                                                                |
| 3    | 3        | Василишин Любов Ярославівна      | 01.11.2010            | Освіта середня, позапартійна, Великогорожанська сільська рада, спеціаліст                                |
| 4    | 4        | Дзюма Марія Миколаївна           | 01.11.2010            | Освіта середня, позапартійна, тимчасово не працює                                                        |
| 5    | 5        | Паук Анна Володимирівна          | 01.11.2010            | Освіта середня, позапартійна, тимчасово не працює                                                        |
| 6    | 6        | Михальський Володимир Богданович | 01.11.2010            | Освіта середня, позапартійний, Великогорожаннівська загальноосвітня школа І-ІІІ ст., заступник директора |
| 7    | 7        | Баран Юрій Олексійович           | 01.11.2010            | Освіта середня, позапартійний, пенсіонер                                                                 |
| 8    | 8        | Сенів Володимир Іванович         | 01.11.2010            | Освіта середня, позапартійний, Великогорожаннівська загальноосвітня школа І-ІІІ ст., вчитель             |
| 9    | 9        | Побігушка Любов Іванівна         | 01.11.2010            | Освіта середня, позапартійна, Великогорожанська сільська рада, секретар                                  |
| 10   | 10       | Федак Федір Михайлович           | 01.11.2010            | Освіта середня, позапартійний, Миколаївське управління з експлуатації газового господарства, слюсар      |
| 11   | 11       | Літинець Степан Степанович       | 01.11.2010            | Освіта середня, позапартійний, пенсіонер                                                                 |
| 12   | 12       | Біла Ольга Богданівна            | 01.11.2010            | Освіта середня спеціальна, позапартійна, Великогорожаннівська загальноосвітня школа І-ІІІ ст., вчитель   |
| 13   | 13       | Стручок Іван Михайлович          | 01.11.2010            | Освіта середня, позапартійний, Великогорожаннівська загальноосвітня школа І-ІІІ ст., сторож              |
| 14   | 14       | Тимків Ганна Іванівна            | 01.11.2010            | Освіта вища, член Політичної партії "Наша Україна", Великогорожанська сісьська рада, спеціаліст          |
| 15   | 15       | Білий Іван Степанович            | 01.11.2010            | Освіта середня, позапартійний, Миколаївське управління з експлуатації газового господарства, слюсар      |
| 16   | 16       | Микитин Марія Федорівна          | 01.11.2010            | Освіта середня, позапартійна, тимчасово не працює                                                        |